# Саад Аль-Харсі
Саад Аль-Харсі (араб. سعد الحارثي, нар. 3 лютого 1984, Ер-Ріяд) — саудівський футболіст, що грав на позиції нападника.
Виступав, зокрема, за клуб «Ан-Наср» (Ер-Ріяд), а також національну збірну Саудівської Аравії.

## Клубна кар'єра
У дорослому футболі дебютував 2000 року виступами за команду клубу «Ан-Наср» (Ер-Ріяд), в якій провів шість сезонів, взявши участь у 84 матчах чемпіонату. У складі «Ан-Насра» був одним з головних бомбардирів команди, маючи середню результативність на рівні 0,43 голу за гру першості.
Протягом 2006 року захищав кольори команди клубу «Аль-Іттіхад».
Своєю грою за останню команду знову привернув увагу представників тренерського штабу клубу «Ан-Наср» (Ер-Ріяд), до складу якого повернувся 2006 року. Цього разу відіграв за саудівську команду наступні шість сезонів своєї ігрової кар'єри.
Завершив професійну ігрову кар'єру у клубі «Аль-Гіляль», за команду якого виступав протягом 2012—2013 років.

## Виступи за збірну
У 2004 році дебютував в офіційних матчах у складі національної збірної Саудівської Аравії. Протягом кар'єри у національній команді, яка тривала 7 років, провів у формі головної команди країни 38 матчів, забивши 8 голів.
У складі збірної був учасником чемпіонату світу 2006 року у Німеччині, кубка Азії з футболу 2007 року у чотирьох країнах відразу, де разом з командою здобув «срібло».

## Титули і досягнення
- Переможець Ісламських ігор солідарності: 2005
- Срібний призер Кубка Азії: 2007